# Marktbreit
Marktbreit – miasto w Niemczech, w kraju związkowym Bawaria, w rejencji Dolna Frankonia, w regionie Würzburg, w powiecie Kitzingen, siedziba wspólnoty administracyjnej Marktbreit. Leży ok. 7 km na południe od Kitzingen, nad Menem, przy autostradzie A7 i linii kolejowej Monachium - Ingolstadt - Würzburg.

## Współpraca
Miejscowości partnerskie:
- Benshausen, Turyngia
- Fléac, Francja

## Zabytki i atrakcje
- ratusz
- brama miejska
- dźwig z 1784
- zamek wybudowany w 1580
- zbór św. Mikołaja (St. Nikolai)
- domy handlowe Handelshäuser
- Hotel "Löwen"

## Osoby urodzone w Marktbreit
- Alois Alzheimer - lekarz
- Ludwig Friedrich Barthel - pisarz